# Карликова піщанка
Карликова піщанка (Gerbillus) — рід гризунів родини Мишевих. 

## Опис тварин
Голова і тіло довжиною 5–13 см, хвіст довжиною 7–18 см, вага 10–63 грамів. Хутро зверху сірого або червонуватого кольору, боки світліші, а живіт білуватий. Хвіст волохатий і на кінці маленька китичка. Тіло худе, подовжені задні ноги, вуха і кігті. 

## Проживання
Види цього роду живуть в північній і східній Африці та південно-західній і південній Азії. Живуть у посушливих районах з піщаним або кам'янистим ґрунтом, часто з невеликою рослинністю. Веде сутінковий або нічний спосіб життя, протягом дня спочиває у самостійно побудованих норах. Нори можуть бути від 2 до 3 метрів в довжину і мають м'яке гніздо з рослин, яке вони також використовуються для зберігання продовольства. Їжа складається з насіння, коріння, горіхів, трав, іноді комах.

## Відтворення
Після періоду вагітності близько 20 до 22 днів, самиця народжує 1–8 (в середньому 4–5) мишенят. Вони голі й сліпі від народження, відкриваються їх очі на 16–20 день, годування молоком триває один місяць.

## Види
- Підрід Dipodillus
  - Gerbillus bottai
  - Gerbillus campestris
  - Gerbillus dasyurus
  - Gerbillus harwoodi
  - Gerbillus jamesi
  - Gerbillus lowei
  - Gerbillus mackilligini
  - Gerbillus maghrebi
  - Gerbillus simoni
  - Gerbillus somalicus
  - Gerbillus stigmonyx
- Підрід Hendecapleura
  - Gerbillus amoenus
  - Gerbillus brockmani
  - Gerbillus famulus
  - Gerbillus garamantis
  - Gerbillus grobbeni
  - Gerbillus henleyi
  - Gerbillus mauritaniae
  - Gerbillus mesopotamiae
  - Gerbillus muriculus
  - Gerbillus nanus
  - Gerbillus poecilops
  - Gerbillus principulus
  - Gerbillus pusillus
  - Gerbillus syrticus
  - Gerbillus vivax
  - Gerbillus watersi
- Підрід Gerbillus
  - Gerbillus acticola
  - Gerbillus agag
  - Gerbillus andersoni
  - Gerbillus aquilus
  - Gerbillus burtoni
  - Gerbillus cheesmani
  - Gerbillus dunni
  - Gerbillus floweri
  - Gerbillus gerbillus
  - Gerbillus gleadowi
  - Gerbillus hesperinus
  - Gerbillus hoogstraali
  - Gerbillus latastei
  - Gerbillus nancillus
  - Gerbillus nigeriae
  - Gerbillus occiduus
  - Gerbillus perpallidus
  - Gerbillus pulvinatus
  - Gerbillus pyramidum
  - Gerbillus rosalinda
  - Gerbillus tarabuli